# Milestone Interactive
Pour les articles homonymes, voir Milestone.
Milestone Interactive est un studio de développement de jeux vidéo basé à Milan, en Italie. Il fut fondé en 1994 par Antonio Farina sous le nom Graffiti, puis renommé Milestone peu de temps après, en 1996.
Le 14 août 2019 est annoncé le rachat de l’entreprise par Embracer Group.

## Jeux développés

### Sous le nom Graffiti
| # | Titre        | Année | Plate(s)-forme(s) |
| - | ------------ | ----- | ----------------- |
| 1 | Super Loopz  | 1994  | SNES              |
| 2 | Iron Assault | 1995  | MS-DOS            |
| 3 | Screamer     | 1995  | MS-DOS            |

### Sous le nom Milestone
| #  | Titre                                               | Année | Plate(s)-forme(s)                                                             |
| -- | --------------------------------------------------- | ----- | ----------------------------------------------------------------------------- |
| 1  | Screamer 2                                          | 1996  | MS-DOS                                                                        |
| 2  | Screamer Rally                                      | 1997  | MS-DOS, Windows                                                               |
| 3  | Superbike World Championship                        | 1999  | Windows                                                                       |
| 4  | Superbike 2000                                      | 2000  | Windows, PlayStation                                                          |
| 5  | Superbike 2001                                      | 2000  | Windows                                                                       |
| 6  | Racing Evoluzione                                   | 2003  | Xbox                                                                          |
| 7  | L'eredità                                           | 2003  | Windows, PlayStation 2                                                        |
| 8  | SCAR: Squadra Corse Alfa Romeo                      | 2005  | Windows, PlayStation 2, Xbox                                                  |
| 9  | The X Factor Sing                                   | 2005  | Windows, PlayStation 2                                                        |
| 10 | Australian Idol Sing                                | 2006  | PlayStation 2                                                                 |
| 11 | Corvette Evolution GT                               | 2006  | Windows, PlayStation 2                                                        |
| 12 | Super-Bikes: Riding Challenge                       | 2006  | Windows, PlayStation 2                                                        |
| 13 | Suzuki Super-Bikes II: Riding Challenge             | 2006  | Nintendo DS, PlayStation 2                                                    |
| 14 | MotoGP '07                                          | 2007  | PlayStation 2                                                                 |
| 15 | SBK-07: Superbike World Championship                | 2007  | Windows, PlayStation 2, PlayStation Portable                                  |
| 16 | Super PickUps                                       | 2007  | Nintendo Wii, PlayStation 2                                                   |
| 17 | MotoGP 08                                           | 2008  | Nintendo Wii, Windows, PlayStation 2, PlayStation 3, Xbox 360                 |
| 18 | SBK-08: Superbike World Championship                | 2008  | Windows, PlayStation 2, PlayStation 3, PlayStation Portable, Xbox 360         |
| 19 | SBK-09: Superbike World Championship                | 2009  | Windows, PlayStation 2, PlayStation 3, PlayStation Portable, Xbox 360         |
| 20 | Superstars V8 Racing                                | 2009  | Windows, PlayStation 3, Xbox 360                                              |
| 21 | SBK X: Superbike World Championship                 | 2010  | Windows, PlayStation 3, Xbox 360                                              |
| 22 | Superstars V8 Next Challenge                        | 2010  | Windows, PlayStation 3, Xbox 360                                              |
| 23 | WRC: FIA World Rally Championship (jeu vidéo, 2010) | 2010  | Windows, PlayStation 3, Xbox 360                                              |
| 24 | SBK 2011: Superbike World Championship              | 2011  | Windows, PlayStation 3, Xbox 360                                              |
| 25 | WRC 2: FIA World Rally Championship                 | 2011  | Windows, PlayStation 3, Xbox 360                                              |
| 26 | MUD FIM Motocross World Championship                | 2012  | Windows, PlayStation 3, PlayStation Vita, Xbox 360                            |
| 27 | SBK Generations                                     | 2012  | Windows, PlayStation 3, Xbox 360                                              |
| 28 | WRC: The Game                                       | 2012  | iOS                                                                           |
| 29 | WRC 3: FIA World Rally Championship                 | 2012  | Windows, PlayStation 3, PlayStation Vita, Xbox 360                            |
| 30 | MotoGP 13                                           | 2013  | Windows, PlayStation 3, PlayStation Vita, Xbox 360                            |
| 31 | WRC 4: FIA World Rally Championship                 | 2013  | Windows, PlayStation 3, PlayStation Vita, Xbox 360                            |
| 32 | WRC Powerslide                                      | 2013  | Windows, PlayStation 3, Xbox 360                                              |
| 33 | WRC Shakedown Edition                               | 2013  | iOS                                                                           |
| 34 | MXGP: The Official Motocross Videogame              | 2014  | Windows, PlayStation 3, PlayStation Vita, Xbox 360                            |
| 35 | MotoGP 14                                           | 2014  | Windows, PlayStation 3, PlayStation Vita, Xbox 360, PlayStation 4             |
| 36 | Ride                                                | 2015  | Windows, PlayStation 3, PlayStation 4, Xbox 360, Xbox One                     |
| 37 | MotoGP 15                                           | 2015  | Windows, PlayStation 3, PlayStation 4, Xbox 360, Xbox One                     |
| 38 | Sébastien Loeb Rally Evo                            | 2016  | Windows, PlayStation 4, Xbox One                                              |
| 39 | Ride 2                                              | 2016  | Windows, PlayStation 4, Xbox One                                              |
| 40 | Valentino Rossi: The Game                           | 2016  | Windows, PlayStation 4, Xbox One                                              |
| 41 | MotoGP 17                                           | 2017  | Windows, PlayStation 4, Xbox One                                              |
| 42 | MXGP3                                               | 2017  | Linux, macOS, Windows, Nintendo Switch, PlayStation 4, Xbox One               |
| 43 | Gravel                                              | 2018  | Windows, PlayStation 4, Xbox One                                              |
| 44 | MotoGP 18                                           | 2018  | Windows, PlayStation 4, Xbox One, Nintendo Switch                             |
| 45 | MXGP Pro                                            | 2018  | Windows, PlayStation 4, Xbox One                                              |
| 46 | Ride 3                                              | 2018  | Windows, PlayStation 4, Xbox One                                              |
| 47 | MotoGP 19                                           | 2019  | Windows, PlayStation 4, Xbox One, Nintendo Switch                             |
| 49 | MotoGP 20                                           | 2020  | Windows, PlayStation 4, Xbox One                                              |
| 48 | Ride 4                                              | 2020  | Windows, PlayStation 4, Xbox One, Xbox Series, Nintendo Switch, PlayStation 5 |

### Jeux annulés
- FX Racing (Nintendo GameCube, PC, PlayStation 2)
- Lamborghini FX (Windows, PlayStation 2, Xbox)
- SBK-07: Superbike World Championship (Windows, Xbox 360)
- SBK-08: Superbike World Championship (Nintendo DS, Nintendo Wii)